# (8704) Sadakane
(8704) Sadakane  es un asteroide perteneciente al cinturón  de asteroides, descubierto el 17 de diciembre de 1993 por Takao Kobayashi desde el Observatorio de Ōizumi, en Japón.

## Designación y nombre
(8704) Sadakane se designó inicialmente como 1993 YJ.
Más adelante fue nombrado en honor a Kozo Sadakane (n. 1947), de la Universidad de Osaka, quien es un experto en el análisis de espectros estelares, especialmente los de estrellas viejas químicamente peculiares y deficientes en metales. Las estrellas de tipo A superficialmente normales con deficiencias como 21 Pegasi y HR 7338 a menudo se denominan estrellas Sadakane.

## Características orbitales
(8704) Sadakane orbita a una distancia media del Sol de 2,179 ua, pudiendo acercarse hasta 1,785 ua y alejarse hasta 2,572 ua. Tiene una excentricidad de 0,181 y una inclinación orbital de 3,486° grados. Emplea en completar una órbita alrededor del Sol 1174,68 días.

## Características físicas
Su magnitud absoluta es 15,55. Tiene 1,932 km de diámetro. Su albedo se estima en 0,259.